# Ropica borneotica
Ropica borneotica là một loài bọ cánh cứng trong họ Cerambycidae.